# خاره‌چسب پرتوی مدیترانه
خاره‌چسب پرتوی مدیترانه (نام علمی: Patella caerulea) نام یک گونه از تیره کشکک‌داران است.